# Liar Liar (Burn in Hell)
«Liar Liar (Burn in Hell)» ("Mentiroso, mentiroso (Arde en el Infierno)") es el décimo sencillo del álbum "Lies for the Liars" de "The Used" y fue presentado como 2º sencillo de este. fue puesta a la venta en iTunes por primera vez el 1 de mayo de 2007.
La canción, que comienza tras una sirena de ambulancia y un rift, tiene su base en una típica cancioncilla infantil en inglés utilizada para ridiculizar a los mentirosos. Al final del sencillo puede escucharse a Bert cantando una versión un tanto sádica de esta cancioncilla con voz de burla: "Liar, liar, pants on fire. Hanging from a telephone wire" ("Mentiroso, mentiroso, tus calzoncillos prendidos. Ahorcándote con el cable del teléfono"). 
Es la canción más explícita de "Lies for the Liars", en la que Bert llega a decir "Fuck" ("Que te follen") hasta 10 veces y "Motherfucker" ("Hijo de puta") otras dos veces, por este motivo no ha sido reproducida en la radio, a pesar de ser uno de los sencillos más aclamados. Aún no tiene ningún video.

## Personal
The Used
- Bert McCracken - Voz/Screaming/Sintetizador
- Jeph Howard - Bajo/Screaming
- Quinn Allman - Guitarra

Músicos adicionales
- Dean Butterworth - Batería

- Datos: Q9022164